# Richard Carapaz
Richard António Carapaz Montenegro (ur. 29 maja 1993 w El Carmelo) – ekwadorski kolarz szosowy. Mistrz olimpijski w wyścigu ze startu wspólnego (2020), zwycięzca Giro d’Italia (2019).

## Osiągnięcia
Opracowano na podstawie:

2013
- 1. miejsce w klasyfikacji młodzieżowej Vuelta a Guatemala
- 1. miejsce w mistrzostwach panamerykańskich U23 (start wspólny)

2017
- 2. miejsce w GP Industria & Artigianato di Larciano
- 2. miejsce w Route du Sud
  - 1. miejsce w klasyfikacji młodzieżowej

2018
- 3. miejsce w Settimana Internazionale di Coppi e Bartali
- 1. miejsce w Vuelta a Asturias
  - 1. miejsce na 2. etapie
- 4. miejsce w Giro d’Italia
  - 1. miejsce na 8. etapie

2019
- 1. miejsce w Vuelta a Asturias
  - 1. miejsce w klasyfikacji punktowej
  - 1. miejsce na 2. etapie
- 1. miejsce w Giro d’Italia
  - 1. miejsce na 4. i 14. etapie
- 3. miejsce w Vuelta a Burgos

2020
- 1. miejsce na 3. etapie Tour de Pologne
- 2. miejsce w Vuelta a España

2021
- 1. miejsce w Tour de Suisse
  - 1. miejsce na 5. etapie
- 3. miejsce w Tour de France
- 1. miejsce w letnich igrzyskach olimpijskich (start wspólny)

2022
- 1. miejsce w mistrzostwach Ekwadoru (jazda indywidualna na czas)
- 2. miejsce w mistrzostwach Ekwadoru (start wspólny)
- 2. miejsce w Volta Ciclista a Catalunya
  - 1. miejsce na 6. etapie
- 2. miejsce w Giro d’Italia
- 1. miejsce w klasyfikacji górskiej Vuelta a España
  - 1. miejsce na 12., 14. i 20. etapie

2023
- 1. miejsce w mistrzostwach Ekwadoru (start wspólny)
- 1. miejsce w Mercan’Tour Classic Alpes-Maritimes

2024
• 1. miejsce na 17. etapie Tour de France

## Rankingi
| Rok              | 2013  | 2014 | 2015 | 2016  | 2017 | 2018 | 2019 | 2020 | 2021 | 2022 | 2023 | 2024 |
| ---------------- | ----- | ---- | ---- | ----- | ---- | ---- | ---- | ---- | ---- | ---- | ---- | ---- |
| UCI World Tour   |       |      |      | -     | 273. | 54.  |      |      |      |      |      |      |
| World Ranking    |       |      |      | 2099. | 171. | 56.  | 24.  | 11.  | 10.  | 21.  | 81.  | 20.  |
| UCI Europe Tour  | 1034. | -    | -    | 1405. | 75.  | 149. |      |      |      |      |      |      |
| UCI America Tour | 16.   | -    | 126. | -     | -    | 429. | 4.   | 1.   | 2.   | 3.   | 10.  | 3.   |
|                  |       |      |      |       |      |      |      |      |      |      |      |      |
| Źródło: UCI      |       |      |      |       |      |      |      |      |      |      |      |      |